# Solanum corumbense
Solanum corumbense är en potatisväxtart som beskrevs av Spencer Le Marchant Moore. Solanum corumbense ingår i släktet skattor som ingår i familjen potatisväxter. Inga underarter finns listade i Catalogue of Life.